# Cyperus panamensis
Cyperus panamensis là loài thực vật có hoa trong họ Cói. Loài này được (C.B.Clarke) Britton ex Standl. mô tả khoa học đầu tiên năm 1925.